# Транспортный поток

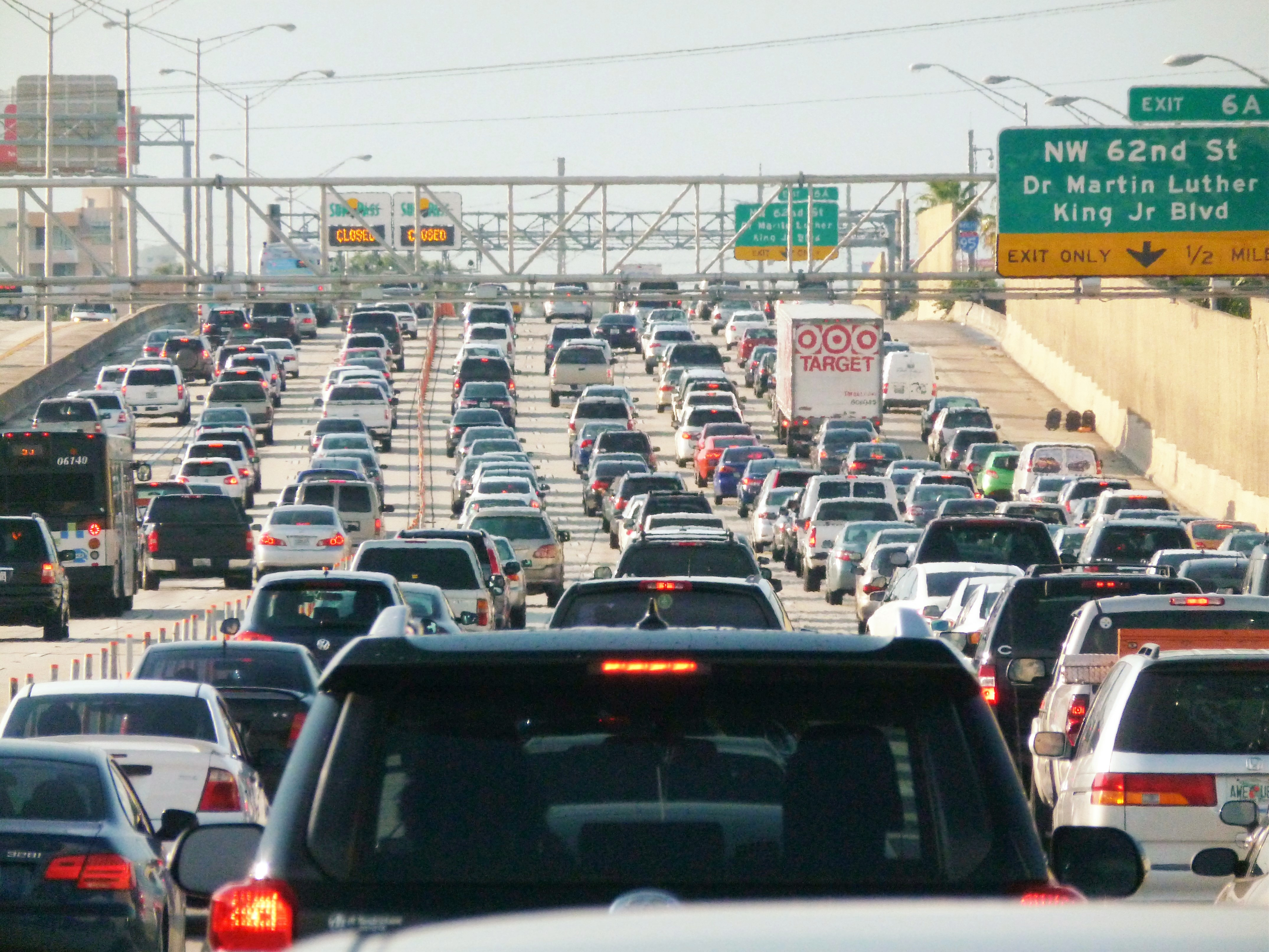
Транспортный поток, автомобильного дорожного движения в час пик на межштатной автомагистрали I-95 в Майами.

Транспортный поток, Поток транспорта — это упорядоченное транспортной сетью движение транспортных средств, а также расчётный и практический показатель в транспортном деле.
Перемещение пассажиров называется пассажиропотоком, перемещение грузов — грузопотоком, перемещение туристов — турпотоком, движение пешеходов — пешеходным потоком.
Для характеристики транспортных потоков используются следующие основные показатели: 
- интенсивность движения;
- временной интервал;
- плотность движения;
- скорость.

## Теории транспортных потоков
В  мировой литературе самая первая и крупная в монография по теории транспортных потоков — работа С. Дрю и Р. Дональда «Теория транспортных потоков и управление ими». В ней подробно рассматриваются элементы системы «водитель — автомобиль — дорога» и строятся модели движения транспортных потоков, описан процесс формирования и дальнейшего функционирования транспортного потока, его формализация и описание на основе математических моделей, рассмотрены методы регулирования движения на сложных узлах дорог и скоростных магистралях и проектирования высокопроизводительных транспортных систем с высокой пропускной способностью.
Существенное внимание уделяется системному подходу к транспортным проблемам, а также рассказывается о важных для приложений методах теории вероятностей, математической статистики и теории массового обслуживания. Большой интерес представляет так называемый детерминистический подход к транспортным проблемам и метод физических аналогий. Часть книги посвящена некоторым практическим задачам, связанным с проектированием дорог и регулированием уличного движения.
Глубокие исследования в области изучения транспортных потоков были выполнены Т. Метсоном, Р. Смитом, В. Лейтцбахом и другими учеными Токийского университета Х. Иносэ и Т. Хамада подготовлена монография, в которой затронута проблема сбора и обработки информации о параметрах транспортных потоков, а также вопросы их оценки и прогнозирования.
В работе В. В. Сильянова рассмотрены вопросы оценки пропускной способности автомобильных дорог с точки зрения их проектирования, эффективности принятия проектных решений, а также применения отдельных средств организации движения; приведены результаты исследования закономерностей движения транспортных потоков в реальных дорожных условиях; на основе этих наблюдений установлены уровни удобства движения и величина оптимальной загрузки дороги движением; уделено внимание методам имитационного моделирования движения транспортных потоков; изложены методики расчёта пропускной способности элементов дорог.

## Интенсивность движения
Интенсивность движения транспортных средств — это количество транспортных средств, проходящих через поперечное сечение дороги в определенном направлении или направлениях в единицу времени: Nа = nа / t
Различают удельную и приведённую интенсивность движения.
- Удельная интенсивность движения — это уровень интенсивности по одной полосе дороги.
- Приведенная интенсивность движения — это совокупность интенсивностей движения транспортных средств разного типа с учётом соответствующих приведенных коэффициентов для этих типов. Так как в смешанном потоке автомобилей транспортные средства разного типа занимают различную площадь дороги и имеют разные динамические характеристики, то для сопоставимости оценок, количество транспортных средств определенного типа приводят к легковому автомобилю с помощью коэффициентов приведения.

Именно приведенное значение интенсивности используется в расчётах транспортных потоков и дорог. Промежуток времени (час, сутки, год), за который определяется интенсивность движения зависит от цели исследования. Необходимо учитывать, что интенсивность движения характеризуется значительными колебаниями как по времени суток, дням недели и времени года, так и по участкам улично-дорожной сети.
Резкий рост автомобилизации привел к изменению закономерности колебаний интенсивности. Колебания интенсивности движения в течение года характеризуются коэффициентом годовой неравномерности: Kг = Wм / Wг, где Wм и Wг — месячный и годовой объем движения соответственно.
Коэффициент Kг используют при расчете годового объема движения: Wг = Nа Дм / (Kг Kс), где Nа – измеренная интенсивность движения, авт./ч; Дм – количество дней в месяце; Kс — коэффициент суточной неравномерности движения.
Для распределения интенсивности движения по дням недели характерно её максимальное значение по пятницам, когда автомобилем пользуются наибольшее количество индивидуальных владельцев. Это значение интенсивности следует принимать в качестве расчётной.
В течение суток, как правило, наибольшая интенсивность движения наблюдается в утренний час пик, после него следует небольшой спад, после которого интенсивность движения плавно увеличивается до вечернего часа пик, которые существенно более растянут по времени, чем утренний.
Транспорт делится на три категории: транспорт общего пользования, транспорт не общего пользования и личный или
индивидуальный транспорт.
Состав транспортного потока характеризуется соотношением в нем транспортных средств различного типа. Оценка состава транспортного потока осуществляется, в основном, по процентному составу или доле транспортных средств различных типов. Этот показатель оказывает значительное влияние на все параметры дорожного движения. Вместе с тем состав транспортного потока в значительной степени отражает общий состав парка автомобилей в данном крае (стране, регионе) и так далее.
Состав транспортного потока влияет на загрузку дорог, что объясняется, прежде всего, существенной разницей в габаритных размерах автомобилей. Если длина отечественных легковых автомобилей четыре — пять метров, грузовых 6 — 8, то длина автобусов достигает 11, а автопоездов 24 метра. Сочленённый автобус имеет длину 16,5 метра.